# Elvis Onyema
Elvis Onyema Ogude (Abeokuta, Nigeria, 21 de septiembre de 1986) es un futbolista nigeriano. Se desempeña como delantero.

## Trayectoria
Elvis Onyema es un jugador nigeriano que llegó al Barça para ocupar la posición de delantero. La incorporación azulgrana llegó después de estar cedido un año al AD Ceuta por parte del equipo suizo, AC Bellinzona. Elvis jugó en la Segunda B con el AD Ceuta y marcó un total de 19 goles. Anteriormente también había vestido las camisetas de Granada 74 y el Poli Ejido se caracteriza por su rapidez y su llegada gol en el área rival B.
En la temporada 2010/2011 fue cedido al Recreativo de Huelva, pero cuando incluso ya había sido presentado por la entidad onubense, no se pudo incorporar a la disciplina albiazul presuntamente por no superar el reconocimiento médico.
En enero de 2011 ficha por el CD Leganés,de la Segunda División B Española. En septiembre del mismo año ficha por el Racing Club de Ferrol, donde ya había estado a prueba en el verano de 2007.
En enero de 2012 se confirma el retorno del delantero nigeriano a la AD Ceuta, recién desvinculado del Racing de Ferrol (15 partidos y 6 goles en el Grupo 1 de Tercera División). Elvis sumó 19 tantos en su anterior etapa en el cuadro caballa (temporada 08/09).
Actualmente milita en el CD Segorbe en Tercera División

## Clubes
| Club                  | País              | Año       |
| --------------------- | ----------------- | --------- |
| AC Bellinzona         | Bandera de Suiza  | 2007      |
| Poli Ejido            | Bandera de España | 2007-2008 |
| AD Ceuta              | Bandera de España | 2008-2009 |
| FC Barcelona B        | Bandera de España | 2009-2010 |
| CD Leganés            | Bandera de España | 2011      |
| Racing Club de Ferrol | Bandera de España | 2011      |
| AD Ceuta              | Bandera de España | 2012-     |

|2016–2017-
|CD Segorbe
|